# Karel VIII. Knutsson
Karel VIII. Švédský (ve skutečnosti Karel II.) (5. října 1409 – 15. května 1470), Karel I. Norský nebo také Karel Knutsson byl králem Švédska (1448–1457, 1464–1465 a 1467–1470) a Norska (1449–1450).
Odkazování na Karla Knutssona jako na Karla VIII. je pozdější invence z doby Karla IX. (1604–1611), který toto číslování přijal na základě fiktivních dějin Švédska. Mince z doby Karla Knutssona na něj správně odkazují jako na Karla II.

## Původ, potomci a manželství
Karlovým otcem byl Knut Tordsson (Bonde), rytíř a člen švédské státní rady (riksråd) and Markéty Karlsdotter. Poprvé se oženil v roce 1428 s Birgittou Turesdotter (Bielke) († 1436), podruhé s Kateřinou Karlsdotter († 1450) a potřetí svou předchozí milenkou Kristinou Abrahamsdotter.

## Rostoucí vliv
V roce 1434 se stal členem státní rady. Díky nespokojenosti s vládou Erika Pomořanského se stal regentem. Erik se nakonec vzdal trůnu a jeho nástupcem se stal Kryštof III. Bavorský, který se stal králem Švédska, Norska a Dánska. Nový král Karlovi udělil četná léna, například v západním Finsku, a Karel si v podstatě vedl svůj vlastní dvůr a zahraniční politiku.

## Švédský král
Po smrti Kryštofa v roce 1448 byl Karel zvolen králem Švédska, protože Kryštof nezanechal přímého dědice. Dánové si v roce 1448 zvolili za krále Kristiána I. a mezi Karlem a dánským králem vznikl spor o norský trůn, přičemž oba měli v Norsku své příznivce. V roce 1449 část norské státní rady zvolila Karla králem a 20. listopadu toho roku byl také norským králem korunován. Kristián Dánský ovšem nehodlal tento boj vzdát. Švédská šlechta byla neochotná Karla proti Dánsku podpořit a už v roce 1450 byl Karel nucen vzdát se norského trůnu ve prospěch Kristiána.
Od roku 1451 byly Švédsko a Dánsko ve stavu války. Proti Karlově vládě vzrůstala šlechtická i církevní opozice a během následujících dvaceti let byl dvakrát sesazen z trůnu, takže celkem se k vládě ve Švédsku dostal třikrát (1448–57, 1464–65, 1467–70).
V roce 1457 proběhla rebelie, kterou vedli arcibiskup Jöns Bengtsson (Oxenstierna) a šlechtic Erik Axelsson, která donutila Karla uchýlit se do exilu. Vůdci revolty se stali regenty a zorganizovali volbu Kristiána I. Dánského švédským králem. V roce 1463 se však Kristián nepohodl s arcibiskupem ohledně daňové politiky a arcibiskup byl uvězněn. To vedlo ke vzpouře jeho rodiny a vytlačilo Kristiána ze Švédska. Karel Knutsson byl povolán zpět na trůn. Po příjezdu do Švédska však zjistit, že je ve válce s arcibiskupem a po dvou krvavých bitvách v zimě 1464–1465 Karel opět zvolil exil. V roce 1467 však regent Erik Axelsson změnil strany a pomohl Karlovi potřetí na trůn. Karel vládl další tři roky společně s radou (riksråd) a zemřel v květnu 1470.

## Potomci
S Birgittou Turesdotter (Bielke):
- Ture Karlsson (Bonde) († před 1447)
- Christina Karlsdotter (Bonde) (asi 1432 – před 1500)

S Kateřinou Karlsdotter:
- Margaret Karlsdotter (Bonde) (1442–1462)
- Magdalena Karlsdotter (Bonde) (1445–1495)
- Richeza Karlsdotter (Bonde) (nar. asi 1445), jeptiška
- Bridget Karlsdotter (Bonde) (1446–1469), jeptiška
- čtyři synové, kteří umřeli mladí

S Kristinou Abrahamsdotter :
- Anna Karlsdotter (Bonde)
- Karel Bonde (Karlsson) (1465–1488)

Karel po sobě zanechal pouze jednoho syna, kterého mu porodila jeho milenka Kristina, s níž se oženil až na své smrtelné posteli. Ačkoliv Kristina byla uznána královnou, švédská vláda nedovolila, aby se nyní legitimizovaný chlapec stal králem. Regentem se stal Sten Sture.